# Rio São Bento (Paraíba)
O rio São Bento é um curso d'água brasileiro que banha a cidade de João Pessoa, capital do estado brasileiro da Paraíba. Afluente do rio Tambiá pela margem direita, o São Bento nasce entre os bairros de Padre Zé e Mandacaru. A poluição de seu leito, assim como seu assoreamento, têm sido dois dos fatores que têm preocupado as autoridades locais nos últimos anos.